# Philippe de Remy
Pour les articles homonymes, voir Rémy (homonymie) et Beaumanoir.
Ne pas confondre avec Philippe de Beaumanoir, son fils.
Philippe de Remy, ou Remi, Rémy ou encore Rémi, sire de Beaumanoir, est un poète français, né vers 1210 et mort en 1265.
La famille de Remy est originaire du village de Remy en Picardie, diocèse de Beauvais au Moyen Âge, à l'ouest de Compiègne, actuel département de l'Oise.

## Biographie
On l'a longtemps confondu avec son fils. Il est né dans le Beauvaisis oriental et fut juge de bailliage dans le Gâtinais. On sait qu'il fréquenta les milieux littéraires d'Arras.
Il est l'auteur des romans en vers La Manekine et Jehan et Blonde, deux œuvres en ancien français dans lesquelles apparaissent des termes d'ancien picard. Une dizaine de pièces lyriques lui sont aussi attribuées. Voir également de François Beauvy : "La Littérature picarde du Beauvaisis et du Compiégnois", Amiens, Agence régionale de la langue picarde, 2019, 157 p., p. 29-35.  (ISBN 978-2-9568821-1-4)
Jehan et Blonde a été étudié et présenté par Sylvie Lécuyer.
On attribue généralement à Philippe de Remy l'invention de la fatrasie. En 1925, André Breton demande à Georges Bataille par l'entremise de Michel Leiris d'effectuer une traduction en français moderne de fatrasies pour La Révolution surréaliste où deux fatrasies de Philippe de Remy sire de Beaumanoir figureront dans le numéro 6 du 1er mars 1926.

## Postérité
Une rue porte son nom dans son village natal à Remy (Oise)